# Thomas Masterman Hardy

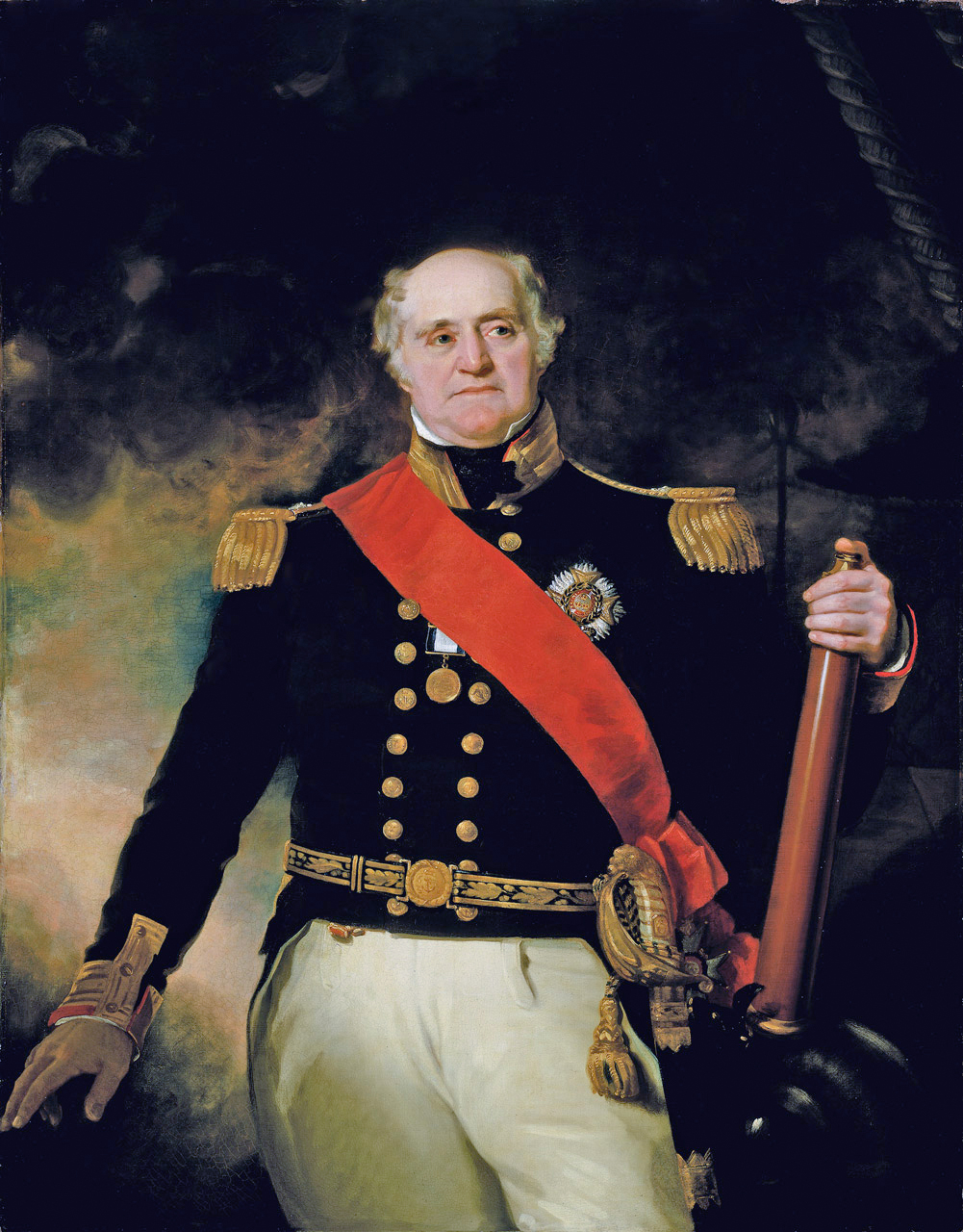
Vice-Admiral of the Blue Sir Thomas Hardy, nach einem Gemälde von Richard Evans

Sir Thomas Masterman Hardy, 1. Baronet GCB, gen. „Nelsons Hardy“, (* 5. April 1769 in Kingston Russell, Dorset; † 20. September 1839 in Greenwich) war einer der bekanntesten britischen Marineoffiziere des 19. Jahrhunderts, der unter dem Oberkommando Lord Nelsons unter anderem in den Seeschlachten bei Abukir und Trafalgar diente.
Bei Trafalgar war er Kapitän von Vizeadmiral Nelsons Flaggschiff Victory und seit langem einer der vertrautesten Freunde Nelsons. Berühmt geworden sind Nelsons letzte Worte „Kiss me, Hardy“, was heute manchmal als „Kismet, Hardy“, (wörtlich: „Schicksal, Hardy“) gedeutet wird. Es wird von den bis zu Nelsons Tod Anwesenden überliefert, dass Hardy sich über Nelson beugte und ihn auf die Stirn küsste. Nach Thomas Hardy benannt ist Port Hardy, der größte Ort im Norden Vancouver Islands. Gleiches gilt für die Hardy Cove von Greenwich Island im Archipel der Südlichen Shetlandinseln.

## Leben
Thomas Hardy wurde 1769 als sechstes Kind und zweiter Sohn von Joseph Hardy, Gutsherr von Portesham in Dorset, und seiner Frau Nanny, der Tochter von Thomas Masterman, Gutsherr von Kingston Russel in Dorset, geboren. Er besuchte die Crewkerne Grammar School in Somerset und trat dann am 30. November 1781 als Captain's Servant auf der Brigg HMS Helena unter Kapitän Francis Roberts aus Burton Bradstock in die Royal Navy ein. Im nächsten Jahr verließ er die Marine und ging wieder zur Schule. Nach einer Zeit in der Handelsmarine trat er am 5. Februar 1790 als Midshipman auf der HMS Hebe unter Sir Alexander Hood, der ebenfalls aus Dorset stammte und Nachbar der Hardys war, erneut in die Royal Navy ein. Am 10. Dezember 1793 wurde er zum Lieutenant auf der Fregatte HMS Meleager ernannt, die – unter dem Kommando Kapitän Charles Tylers, seit 1794 unter Kapitän George Cockburn, dessen Nachfolger als First Sea Lord Hardy dreißig Jahre später werden sollte – zu Commodore Nelsons Geschwader gehörte, das zu dieser Zeit vor Genua lag.
Sein Biograph John Gore bezeichnet ihn als charakterfesten, vielversprechenden jungen Marineoffizier, der in bewundernswerter Weise alle Grundlagen für einen erfolgreichen Seeoffizier in sich trug. Er war der geborene Seemann mit einem Gespür für die richtige Tat zur richtigen Zeit.
Im August 1796 wechselte Kapitän Cockburn auf die erbeutete Fregatte HMS Minerve und nahm Hardy mit sich, der bei einem Zusammenstoß mit den spanischen Fregatten Santa Sabina und Ceres in Gefangenschaft geriet – er war als Führer eines Prisenkommandos an Bord der von ihrem Kapitän Don Jacobo Stuart übergebenen Santa Sabina gewesen, die von den Spaniern zurückerobert werden konnte. Nelson war gezwungen, seinem Admiral Sir John Jervis den Verlust zweier Offiziere, die Lieutenants John Culverhouse († 1809) und Thomas Hardy, und des 40-köpfigen Prisenkommandos zu melden. Gleichzeitig schrieb er an den Generalkapitän des spanischen Hafens Cartagena, wo Hardy inhaftiert war:

Sir,
The fortune of war put La Sabina into my possession, after she had been most gallantly defended: the fickle dame returned her to you, with some of my officers and men in her. I have endeavoured to make the captivity of Don Jacobo Stuart, her brave Commander, as light as possible; and I trust to the generosity of your nation for its being reciprocal for the British officers and men. I consent, Sir, that Don Jacobo may be exchanged and at full liberty to serve his King when Lieutenants Culverhouse and Hardy are delivered into the garrison of Gibraltar.
Nelson an Bord der Minerve, 24. Dezember 1796

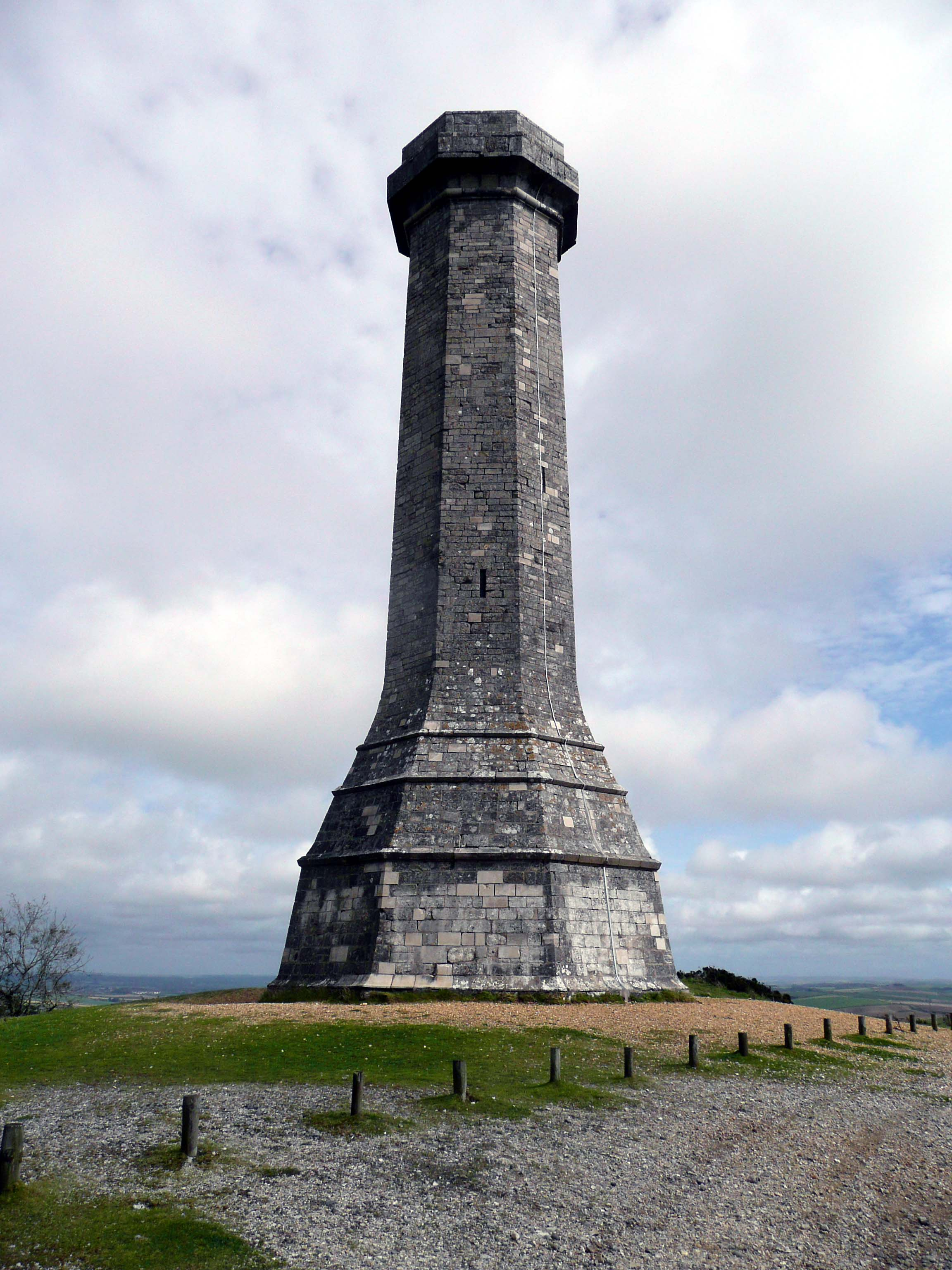
Das Hardy-Monument, das sein Wirken als Kapitän der HMS Victory ehrt

Am 29. Januar 1797 wurden Hardy und Culverhouse in Gibraltar auf freien Fuß gesetzt. Am 10. Februar 1797, einen Tag nach seiner Rückkehr zur Flotte wurde die Minerve auf dem Weg zum Zusammentreffen mit Jervis in der Meerenge von Gibraltar erneut von spanischen Fregatten verfolgt. Dabei ging einer der britischen Seeleute über Bord. Hardy ließ sofort ein Beiboot zu Wasser, um den Matrosen zu retten. Das Boot driftete nach achtern ab, in Richtung der nur auf Schussweite entfernten spanischen Schiffe, und Hardys erneute Gefangennahme schien unausweichlich. Ein anderer Kapitän hätte vielleicht das Beiboot und seine Besatzung geopfert, um die Fregatte zu retten, aber Nelson, der die Situation schnell erfasst hatte, war aus anderem Holz geschnitzt. Er rief By God, I'll not lose Hardy. Back the mizzen topsail. Diese kühne Aktion hatte Erfolg, die Spanier kürzten die Segel, und Hardy konnte wieder an Bord genommen werden. Drei Tage später nahm die HMS Minerve an der Schlacht am Kap St. Vincent teil und trug so wesentlich zum Sieg der Briten bei, dass ihr Kommandant und die Besatzung belobigt wurden. Hardy wurde zum Commander befördert und erhielt das Kommando über die HMS Mutine, die er u. a. 1798 in der Schlacht bei Abukir in Ägypten befehligte.
Wegen seiner Verdienste in dieser Schlacht wurde er zum Captain der HMS Vanguard ernannt, die bei Abukir Nelsons Flaggschiff gewesen war. An Bord der Vanguard und der HMS Foudroyant diente er in den nächsten Jahren weiterhin unter Nelson in Neapel und Sizilien und war bei der Seeschlacht von Kopenhagen am 1. April 1801 dabei. Im Mai 1803 agierte er während der Belagerung von Toulon als Flag Captain auf der Victory und war an Bord desselben Schiffes als Captain of the Fleet am Sieg über die französisch-spanische Flotte bei Trafalgar beteiligt, bei der Admiral Nelson tödlich verwundet wurde. Berühmt geworden ist der letzte Wunsch des sterbenden Nelsons an Hardy: „Kiss me, Hardy“.
„War er seit der Schlacht am Nil einigen wenigen als Nelson's Hardy bekannt, so war diese Bezeichnung nach Trafalgar in aller Munde und sollte bis in alle Zeiten die höchste Auszeichnung in seiner Karriere bleiben“. Am 4. Februar 1806 wurde ihm der erbliche Adelstitel Baronet, of the Navy, verliehen. Am 17. November 1807 heiratete er in Halifax, Neuschottland, Anne Louisa Emily Berkeley, die Tochter des Oberkommandierenden Sir George Berkeley. Aus der Ehe gingen drei Töchter hervor.
Von 1809 bis 1812 diente er als portugiesischer Commodore auf der Barfleur in Lissabon. Nach einer Verwendung bei der North American Station wurde er 1815 zum Knight Commander des Bathordens ernannt und kehrte nach England zurück, um bis 1819 das Kommando der Königlichen Yacht Augusta zu übernehmen. Danach war er Oberbefehlshaber der South American Station, wurde 1825 zum Rear-Admiral of the Blue und 1830 zum Rear-Admiral of the White ernannt. Im November desselben Jahres übernahm er das Amt des Ersten Seelords der Admiralität, wurde er 1831 zum Knight Grand Cross des Bathordens erhoben und wurde 1837 Vice-Admiral of the Blue.
„Nelson's Hardy“ starb am 20. September 1839. Er wurde im Greenwich Hospital beigesetzt, dessen Gouverneur er seit 1834 gewesen war. Da er keine Söhne hatte, erlosch sein Baronettitel bei seinem Tod.